# Eugene Levy
Eugene Levy (Hamilton, Kanada, 1946. december 17. –) négyszeres Primetime Emmy-díjas kanadai színész, humorista, producer, rendező, zenész és író.

## Élete
Édesanyja háztartásbeli, édesapja művezető volt egy autógyárban. A középiskola elvégzése után a McMaster University-n folytatta tanulmányait. Az egyetemen a diákokból álló filmes csoport, a McMaster Film Board alelnöke volt. Itt ismerte meg Ivan Reitman rendezőt.
Pályafutásának első mérföldkövét a SCTV című széria jelentette, melyben komikusi oldaláról ismerhette meg őt a közönség. Munkájáért két alkalommal is Emmy-díjjal tüntették ki. Bár mindössze két alkalommal játszott főszerepet (Fegyvere van, és veszélyes, Ki a faszagyerek?), számtalan filmben láthatta őt a közönség. Legismertebb alakításai a kétezres évek elejéig olyan filmekhez köthetőek, mint az Egy húron - melyért megkapta a legjobb mellékszereplőnek járó Satellite Award-ot, de ugyanebben a kategóriában a New York-ki Kritikusok Körének gáláján is ő győzedelmeskedett -, az Európai vakáció, az Éden klub és a Teledili.
Pályafutásának mérföldkövét az 1999-es kasszasiker vígjáték, az Amerikai pite és annak folytatásai jelentették. Érdekesség, hogy ő az Amerikai pite-filmek egyetlen olyan színésze, aki a franchise mind a nyolc részében játszott. A kétezres évek elején újabb jelentős sikereket ért el a Több a sokknál című vígjátékkal, melyben Queen Latifah és Steve Martin oldalán láthattuk.
A filmezés mellett számos szinkronmunkát is vállalt. Olyan animációs filmek karaktereinek kölcsönözte a hangját, mint a Túl a sövényen, az Astro Boy és a Szenilla nyomában.
1977-ben vette feleségül Deborah Divine-t, akitől két gyermeke született.

## Filmográfia

### Film
| Év   | Magyar cím                               | Eredeti cím                                    | Szerep                                                 | Magyar hang            |
| ---- | ---------------------------------------- | ---------------------------------------------- | ------------------------------------------------------ | ---------------------- |
| 1971 |                                          | Foxy Lady                                      | ismeretlen szerep                                      |                        |
| 1973 |                                          | Cannibal Girls                                 | Clifford Sturges                                       |                        |
| 1979 | A nagy futás                             | Running                                        | Richie Rosenberg                                       |                        |
| 1980 | A fókalovag                              | Nothing Personal                               | Marty                                                  |                        |
| 1980 |                                          | Deadly Companion                               | Matt                                                   |                        |
| 1981 | Heavy Metal                              | Heavy Metal                                    | Lincoln F. Sternn kapitány / riporter / Edsel (hangja) |                        |
| 1983 | Családi vakáció                          | National Lampoon’s Vacation                    | Ed, autókereskedő                                      | Varga T. József        |
| 1983 | Esze semmi, fogd meg jól!                | Going Berserk                                  | Sal DiPasquale                                         | Galbenisz Tomasz       |
| 1984 | Csobbanás                                | Splash                                         | Walter Kornbluth                                       | Maros Gábor            |
| 1984 | Csobbanás                                | Splash                                         | Walter Kornbluth                                       | Hegedűs D. Géza        |
| 1986 | Nicsak, ki nyaral!                       | Club Paradise                                  | Barry Steinberg                                        | Kerekes József         |
| 1986 | Fegyvere van, veszélyes                  | Armed and Dangerous                            | Norman Kane                                            | Rosta Sándor           |
| 1989 | Sebességzóna – Ágyúgolyó futam 3.        | Speed Zone                                     | Leo Ross                                               | Jakab Csaba            |
| 1989 | Sebességzóna – Ágyúgolyó futam 3.        | Speed Zone                                     | Leo Ross                                               | Barbinek Péter         |
| 1991 | Az örömapa                               | Father of the Bride                            | énekes az esküvői meghallgatáson                       | Balázsi Gyula          |
| 1992 | Volt egyszer egy gyilkosság              | Once Upon A Crime                              | kaszinópénztáros                                       | Várkonyi András        |
| 1992 | Teledili                                 | Stay Tuned                                     | Crowley                                                | Sinkovits-Vitay András |
| 1994 | A zűr bajjal jár                         | I Love Trouble                                 | Ray, békebíró                                          | Perlaki István         |
| 1995 | Örömapa 2.                               | Father of the Bride Part II                    | Mr. Habib                                              | Várkonyi András        |
| 1996 | Közös többszörös                         | Multiplicity                                   | Vic                                                    | Várkonyi András        |
| 1996 | Guffmanre várva                          | Waiting for Guffman                            | Dr. Allan Pearl                                        | Kőszegi Ákos           |
| 1998 | Hajszál híján hősök                      | Almost Heroes                                  | Guy Fontenot                                           | Kőszegi Ákos           |
| 1998 | A szentfazék                             | Holy Man                                       | fickó a TV-ben                                         |                        |
| 1998 | Richie Rich 2. – A rosszcsont karácsonya | Richie Rich's Christmas Wish                   | Keanbean professzor                                    |                        |
| 1999 | Tinititkok                               | The Secret Life of Girls                       | Hugh Sanford                                           |                        |
| 1999 | Amerikai pite                            | American Pie                                   | Noah Levenstein                                        | Rosta Sándor           |
| 2000 | Nem kutya                                | Best in Show                                   | Gerry Fleck                                            | Bognár Zsolt           |
| 2000 | A csajozás ásza                          | The Ladies Man                                 | Bucky Kent                                             |                        |
| 2001 | Mennyé má!                               | Down to Earth                                  | Keyes                                                  | Jakab Csaba            |
| 2001 | Josie és a vadmacskák                    | Josie and the Pussycats                        | önmaga                                                 |                        |
| 2001 | Amerikai pite 2.                         | American Pie 2                                 | Noah Levenstein                                        | Rosta Sándor           |
| 2001 | Szerelem a végzeten                      | Serendipity                                    | Bloomingdales eladó                                    | Orosz István           |
| 2002 | Bombaklón – Az újabb pite                | Repli-Kate                                     | Jonas Fromer / Repli-Jonas                             | Háda János             |
| 2002 | Csodacsuka                               | Like Mike                                      | Frank Bernard                                          | Orosz István           |
| 2003 | Több a sokknál                           | Bringing Down the House                        | Howie Rottman                                          | Orosz István           |
| 2003 | Egy húron                                | A Mighty Wind                                  | Mitch Cohen                                            |                        |
| 2003 | Dumb és Dumberer: Dilibogyók 2.          | Dumb & Dumberer: When Harry Met Lloyd          | Collins igazgató                                       | Cs. Németh Lajos       |
| 2003 | Amerikai pite: Az esküvő                 | American Wedding                               | Noah Levenstein                                        | Rosta Sándor           |
| 2004 | New York-i bújócska                      | New York Minute                                | Max Lomax                                              | Székhelyi József       |
| 2005 | Ki a faszagyerek?                        | The Man                                        | Andy Fiddler                                           | Rosta Sándor           |
| 2005 | Amerikai pite 4. – A zenetáborban        | American Pie Presents: Band Camp               | Noah Levenstein                                        | Rosta Sándor           |
| 2005 | Tucatjával olcsóbb 2.                    | Cheaper by the Dozen 2                         | Jimmy Murtaugh                                         | Szersén Gyula          |
| 2006 | Bajkeverő majom                          | Curious George                                 | Clovis (hangja)                                        | Bácskai János          |
| 2006 | Túl a sövényen                           | Over the Hedge                                 | Lou (hangja)                                           | Rosta Sándor           |
| 2006 | Oscar – vágy                             | For Your Consideration                         | Morley Orfkin                                          | Rosta Sándor           |
| 2006 | Amerikai pite 5. – Pucér maraton         | American Pie Presents: The Naked Mile          | Noah Levenstein                                        | Rosta Sándor           |
| 2007 | Amerikai pite 6. – Béta-ház              | American Pie Presents: Beta House              | Noah Levenstein                                        | Orosz István           |
| 2009 |                                          | Gooby                                          | Mr. Nerdlinger                                         |                        |
| 2009 | Éjszaka a múzeumban 2.                   | Night at the Museum: Battle of the Smithsonian | Albert Einstein (hangja)                               | Pálfai Péter           |
| 2009 | Woodstock a kertemben                    | Taking Woodstock                               | Max Yasgur                                             | Rosta Sándor           |
| 2009 | Astro Boy                                | Astro Boy (hangja)                             | Orrin                                                  | Forgács Gábor          |
| 2009 | Amerikai pite 7. – A szerelem Bibliája   | American Pie Presents: The Book of Love        | Noah Levenstein                                        | Rosta Sándor           |
| 2011 | Hoki-koki                                | Goon                                           | Dr. Glatt                                              | Barbinek Péter         |
| 2012 | Amerikai pite: A találkozó               | American Reunion                               | Noah Levenstein                                        | Rosta Sándor           |
| 2012 | Madea néni, avagy a tanú védtelen        | Madea's Witness Protection                     | George Needleman                                       | Forgács Gábor          |
| 2016 | Szenilla nyomában                        | Finding Dory                                   | Charlie (hangja)                                       | Csankó Zoltán          |
| 2021 |                                          | Star-Crossed: The Film                         | doktor                                                 |                        |
| 2024 | Mindörökké nyár                          | Summer Camp                                    | Stevie D                                               | Rosta Sándor           |

### Televízió
| Év        | Magyar cím                     | Eredeti cím                                  | Szerep                        | Megjegyzés                                               |
| --------- | ------------------------------ | -------------------------------------------- | ----------------------------- | -------------------------------------------------------- |
| 1975–1979 |                                | King of Kensington                           | Bernie / Freddie Cohen        | 2 epizód                                                 |
| 1976      |                                | The Sunshine Hour                            | több szerep                   |                                                          |
| 1976–1984 |                                | Stay Tuned                                   | több szerep                   |                                                          |
| 1976–1984 | SCTV                           |                                              | több szerep                   |                                                          |
| 1985      |                                | The Last Polka                               | Stan Shmenge / Ma Shmenge     | tévéfilm (forgatókönyvíró)                               |
| 1985      |                                | George Burns Comedy Week                     | Robert                        | 1 epizód                                                 |
| 1985      |                                | Martin Short: Concert for the North Americas | Stupid Eddie / Buddy (hangja) | különkiadás                                              |
| 1986      |                                | Billy Crystal: Don't Get Me Started          | Morty Arnold                  | különkiadás                                              |
| 1987      |                                | The Disney Sunday Movie                      | Tom Lynch                     | 1 epizód                                                 |
| 1988      | Ray Bradbury színháza          | The Ray Bradbury Theater                     | Bert Harris                   | 1 epizód                                                 |
| 1992      |                                | I, Martin Short, Goes Hollywood              | stúdiófőnök (hangja)          | különkiadás                                              |
| 1992      |                                | Partners 'N' Love                            | David Grodin                  | tévéfilm                                                 |
| 1992      |                                | Camp Candy                                   | több szereplő hangja          | 4 epizód                                                 |
| 1993      |                                | Maniac Mansion                               | Doc Ellis                     | 1 epizód megalkotó, író, rendező és vezető producer      |
| 1994      |                                | The Martin Short Show                        | rendező                       | 2 epizód                                                 |
| 1995      |                                | Harrison Bergeron                            | McCloskey elnök               | tévéfilm                                                 |
| 1996      | Váratlan utazás                | Road to Avonlea                              | Rudy Blaine                   | 1 epizód                                                 |
| 1996–1997 |                                | Duckman                                      | Dr. Craig Ehrlich (hangja)    | 2 epizód                                                 |
| 1997–1998 |                                | Hiller and Diller                            | Gordon Schermerhorn           | 13 epizód                                                |
| 1998      | Megőrülök érted                | Mad About You                                | Doktor                        | 1 epizód                                                 |
| 1998      | Herkules                       | Hercules                                     | Midász király (hangja)        | 1 epizód                                                 |
|           | The Drew Carey Show            | Dr. Rider                                    | 1 epizód                      |                                                          |
| 1999      |                                | The Wonderful World of Disney                | Larry                         | 1 epizód                                                 |
| 2000      |                                | Dilbert                                      | Plug Guard (hangja)           | 1 epizód                                                 |
| 2002      |                                | Off Centre                                   | Dr. Barry Wasserman           | 2 epizód                                                 |
| 2002–2004 |                                | Greg the Bunny                               | Gil Bender                    | 13 epizód                                                |
| 2012      |                                | I, Martin Short, Goes Home                   | Mr. Mortimer Rickards         | különkiadás                                              |
| 2013–2014 |                                | Package Deal                                 | McKenzie                      | 3 epizód                                                 |
| 2014      |                                | Working the Engels                           | Arthur Horowitz               | 1 epizód                                                 |
| 2015–2020 |                                | Schitt's Creek                               | Johnny Rose                   | főszereplő (80 epizód) megalkotó, író és vezető producer |
| 2021      | Saturday Night Live            | Saturday Night Live                          | önmaga                        | 1 epizód                                                 |
| 2023      | Emberi erőforrások             | Human Resources                              | Paul Crumbhorn (hangja)       | 6 epizód                                                 |
| 2023–     | Eugene Levy, a kedvetlen utazó | The Reluctant Traveler                       | önmaga                        |                                                          |
| 2024      | Gyilkos a házban               | Only Murders in the Building                 | önmaga (Charles szerepében)   | visszatérő szerep (4. évad)                              |
| 2024      | 76. Primetime Emmy-gála        | 76th Primetime Emmy Awards                   | önmaga (társ-házigazda)       | különkiadás                                              |

### Egyéb
| Év   | Cím                                                | Szerep                             | Megjegyzések       |
| ---- | -------------------------------------------------- | ---------------------------------- | ------------------ |
| 1993 | The Wacky World of Miniature Golf with Eugene Levy | szinkronhang                       | Philips CD-i játék |
| 1996 | Creature Crunch                                    | Brian / további szereplők (hangja) | PC játék           |
| 2015 | R40 Live                                           | Rockin' Mel                        |                    |

## Fordítás
- Ez a szócikk részben vagy egészben  az   Eugene Levy című angol Wikipédia-szócikk fordításán alapul.  Az eredeti cikk szerkesztőit annak laptörténete sorolja fel. Ez a jelzés csupán a megfogalmazás eredetét és a szerzői jogokat jelzi, nem szolgál a cikkben szereplő információk forrásmegjelöléseként.